# Резолюция 39 на Съвета за сигурност на ООН
Резолюция 39 на Съвета за сигурност на ООН е приета на 20 януари 1948 по повод спора между Индия и Пакистан за областта Кашмир. Чрез резолюцията Съветът за сигурност предлага помощта си в уреждането на спорните въпроси между страните в конфликта, като постановява създаване на комисия към Съвета за сигурност в състав от трима членове на ООН: двама членове, посочени, съответно, от правителствата на Индия и Пакистан, и един член, посочен от станалите двама членове на комисията. Резолюцията задължава комисията във възможно най-кратки срокове да пристигне на мястото на конфликта, където да действа под ръководството на Съвета за сигурност и в съответствие с нарежданията, които би получила от него. Комисията трябва да информира постоянно Съвета за сигурност за своята дейност и за развитието на ситуацията, като подава редовни доклади и му представя своите заключения и предложения. Резолюцията вменява на създадената комисия две основни функции: 1) да разследва фактите съгласно постановленията на член 22 от Хартата на Обединените нации; 2) да осъществява, без да пречи на работата на Съвета за сигурност, всякакво посредническо влияние, което би могло да отстрани евентуални затруднения; да изпълнява указанията, дадени ѝ от Съвета за сигурност, както и да съобщава до каква степен са били изпълнени съветите и указанията, получени от Съвета за сигурност.
Резолюция 39 е приета с мнозинство от 9 гласа, като двама от членовете на Съвета за сигурност – СССР и Украинската ССР- гласуват въздържали се.
По-късно Резолюция 47 на Съвета за сигурност от 21 април 1948 увеличава състав на Комисията за Индия и Пакистан с още двама членове. Така окончателният състав на петчленната комисия е сформиран от: представител на Чехословакия (посочен от правителството на Индия), представител на Аржентина (посочен от правителството на Пакистан), представител на САЩ (посочен от председателя на Съвета за сигурност поради отсъствие на единодушие между представителите на Аржентина и Чехословакия за третия член на комисията, който трябва да бъде посочен от тях) и представители на Белгия и Колумбия (назначени с решение на Съвета за сигурност от 23 април 1948 г.).